# Capacidade instalada
Capacidade instalada pode ser traduzida como o limite da produção ou a capacidade máxima de produção de uma fábrica. É a quantidade de unidades de produto que as máquinas e equipamentos instalados são capazes de produzir.
O nível de utilização da capacidade instalada  é dado pela relação entre  o volume efetivamente produzido pela indústria (ou unidade industrial) e o que poderia ser produzido - se o equipamento estivesse operando a plena capacidade. Em outros termos, a diferença entre o volume efetivamente produzido e aquele que poderia ser produzido se houvesse plena utilização da capacidade instalada, corresponde à capacidade ociosa. 
A existência de capacidade ociosa pode ser causada por escassez de matérias-primas ou queda na demanda, eventualmente ligada a um período de recessão econômica; mas pode também estar associada a manobras monopolistas, que visem criar uma escassez artificial do produto e assim forçar um aumento de preços.